# Berrigan (ort)
Berrigan är en ort i Australien. Den ligger i kommunen Berrigan och delstaten New South Wales, i den sydöstra delen av landet, omkring 530 kilometer väster om delstatshuvudstaden Sydney. Antalet invånare är 1 311.
Runt Berrigan är det mycket glesbefolkat, med 4 invånare per kvadratkilometer..
Trakten runt Berrigan består till största delen av jordbruksmark. Genomsnittlig årsnederbörd är 633 millimeter. Den regnigaste månaden är februari, med i genomsnitt 80 mm nederbörd, och den torraste är november, med 32 mm nederbörd.